# Campionati canadesi di sci alpino 2022
I Campionati canadesi di sci alpino 2022 si sono svolti a Georgian Peaks, a Osler Bluff e a Panorama dal 15 marzo al 5 aprile; il programma includeva gare di discesa libera, supergigante, slalom gigante e slalom speciale, sia maschili sia femminili, ma le discese libere sono state annullate. 
Trattandosi di competizioni valide anche ai fini del punteggio FIS, vi hanno potuto partecipare anche sciatori di altre federazioni, senza che questo consentisse loro di concorrere al titolo nazionale canadese. 

## Risultati

### Uomini

#### Discesa libera
La gara, in programma a Panorama il 7 aprile, è stata annullata.

#### Supergigante
| Pos. | Atleta            | Nazione | Tempo |
| ---- | ----------------- | ------- | ----- |
| 1    | Jeffrey Read      | Canada  | 49,67 |
| 2    | Benjamin Thomsen  | Canada  | 50,20 |
| 3    | Tait Jordan       | Canada  | 50,66 |
| 4    | Gerrit Van Soest  | Canada  | 50,67 |
| 5    | Sam Mulligan      | Canada  | 50,71 |
| 6    | Trevor Philp      | Canada  | 50,72 |
| 7    | Justin Alkier     | Canada  | 50,98 |
| 8    | Nathan Romanin    | Canada  | 51,01 |
| 9    | Erik Read         | Canada  | 51,10 |
| 10   | Caeden Carruthers | Canada  | 51,36 |

Località: Panorama

Data: 5 aprile

#### Slalom gigante
| Pos. | Atleta               | Nazione  | Tempo   |
| ---- | -------------------- | -------- | ------- |
| 1    | Liam Wallace         | Canada   | 1:37,26 |
| 2    | Justin Alkier        | Canada   | 1:37,73 |
| 3    | Jeffrey Read         | Canada   | 1:38,17 |
| 4    | Asher Jordan         | Canada   | 1:38,33 |
| 5    | Brodie Seger         | Canada   | 1:38,42 |
| 6    | Riley Seger          | Canada   | 1:38,63 |
| 7    | Simon Fournier       | Canada   | 1:38,92 |
| 8    | Maximilian Haussmann | Germania | 1:39,24 |
| 9    | Carl Finne           | Norvegia | 1:39,80 |
| 10   | Étienne Mazellier    | Canada   | 1:39,91 |

Località: Georgian Peaks

Data: 15 marzo

#### Slalom speciale
| Pos. | Atleta                 | Nazione     | Tempo   |
| ---- | ---------------------- | ----------- | ------- |
| 1    | Simon Fournier         | Canada      | 1:19,73 |
| 2    | Joachim Jagge Lindstøl | Norvegia    | 1:19,93 |
| 3    | Jeffrey Read           | Canada      | 1:19,99 |
| 4    | Mathias Tefre          | Norvegia    | 1:20,68 |
| 5    | Karl Kuus              | Canada      | 1:20,72 |
| 6    | Noah Riemenschneider   | Stati Uniti | 1:20,94 |
| 7    | Thomas Hoffman         | Australia   | 1:21,31 |
| 8    | Fredrik Willumsen Haug | Norvegia    | 1:21,55 |
| 8    | Olof Hedelin           | Svezia      | 1:21,55 |
| 10   | Nicolas Richeda        | Stati Uniti | 1:21,57 |

Località: Osler Bluff

Data: 17 marzo

### Donne
La gara, in programma a Panorama il 7 aprile, è stata annullata.

#### Supergigante
| Pos. | Atleta               | Nazione     | Tempo |
| ---- | -------------------- | ----------- | ----- |
| 1    | Katrina Van Soest    | Canada      | 54,08 |
| 2    | Cassidy Gray         | Canada      | 54,18 |
| 3    | Britt Richardson     | Canada      | 54,52 |
| 4    | Kaitlyn Finn         | Canada      | 54,96 |
| 5    | Mila Plavsic         | Canada      | 55,59 |
| 6    | Makenna Lebsack      | Canada      | 56,05 |
| 7    | Mackenzie Greenslade | Stati Uniti | 56,25 |
| 8    | Talyn Lorimer        | Canada      | 56,26 |
| 9    | Campbell Butzlaff    | Canada      | 58,28 |
| 9    | Cydnie Timmermann    | Canada      | 58,28 |

Località: Panorama

Data: 5 aprile

#### Slalom gigante
| Pos. | Atleta                | Nazione     | Tempo   |
| ---- | --------------------- | ----------- | ------- |
| 1    | Sarah Bennett         | Canada      | 1:41,48 |
| 2    | Britt Richardson      | Canada      | 1:41,83 |
| 3    | Kiara Alexander       | Canada      | 1:42,65 |
| 3    | Stefanie Fleckenstein | Canada      | 1:42,65 |
| 5    | Patricia Mangan       | Stati Uniti | 1:42,82 |
| 6    | Emma Woodhouse        | Canada      | 1:43,74 |
| 7    | Lily Sewell           | Canada      | 1:43,91 |
| 8    | Ashley Campbell       | Canada      | 1:44,14 |
| 9    | Justine Lamontagne    | Canada      | 1:44,19 |
| 10   | Kaïla Lafrenière      | Canada      | 1:45,37 |

Località: Georgian Peaks

Data: 15 marzo

#### Slalom speciale
| Pos. | Atleta            | Nazione     | Tempo   |
| ---- | ----------------- | ----------- | ------- |
| 1    | Sarah Bennett     | Canada      | 1:22,76 |
| 2    | Kiara Alexander   | Canada      | 1:23,09 |
| 2    | Cydnie Timmermann | Canada      | 1:23,09 |
| 4    | Britt Richardson  | Canada      | 1:23,49 |
| 5    | Ashley Campbell   | Canada      | 1:23,67 |
| 6    | Andreea Nicolici  | Canada      | 1:23,77 |
| 7    | Eleri Smart       | Canada      | 1:23,96 |
| 8    | Olivia Holm       | Stati Uniti | 1:23,97 |
| 9    | Cassidy Gray      | Canada      | 1:23,98 |
| 10   | Mika-Anne Reha    | Canada      | 1:24,08 |

Località: Osler Bluff

Data: 18 marzo